# Grupo Elektra
Grupo Elektra ist ein mexikanisches Unternehmen mit Firmensitz in Mexiko-Stadt. Es ist im Índice de Precios y Cotizaciones (IPC) an der Bolsa Mexicana de Valores gelistet.
Das Unternehmen ist im Einzelhandel tätig und betreibt Verkaufsgeschäfte in Mexiko, Honduras, Guatemala und Panama. Zudem bietet es über die zu Grupo Elektra gehörende Banco Azteca finanzielle Kredite für seine Kunden an. Gegründet wurde das Unternehmen 1950. Grupo Elektra ist ein Tochterunternehmen des mexikanischen Konzerns Grupo Salinas. Geleitet wird das Unternehmen von Ricardo Salinas Pliego, Javier Sarro Cortina und Rafael Tavarez. Rund 77.800 Mitarbeiter sind im Unternehmen beschäftigt.